# Oxythemis
Oxythemis là một chi chuồn chuồn ngô thuộc họ Libellulidae. Nó gồm các loài:
- Oxythemis phoenicosceles